# Roman (Eure)
Roman ist eine ehemalige französische Gemeinde mit 243 Einwohnern (Stand: 1. Januar 2020) im Département Eure in der Region Normandie; sie gehörte zum Arrondissement Bernay. Die Einwohner werden Romanais und Romanaises genannt.
Der Erlass vom 20. November 2018 legte mit Wirkung zum 1. Januar 2019 die Eingliederung von Roman als Commune déléguée zusammen mit den früheren Gemeinden Mesnils-sur-Iton, Grandvilliers und Buis-sur-Damville zur neuen Commune nouvelle Mesnils-sur-Iton fest.

## Geographie
Roman liegt etwa 22 Kilometer südsüdwestlich von Évreux und etwa 43 Kilometer südöstlich von Bernay am Iton, der die Gemeinde im Nordwesten begrenzt.
Umgeben wird Roman von der Nachbargemeinde und anderen Communes déléguées von Mesnils-sur-Iton:
| Gouville (Commune déléguée)                            | Le Roncenay-Authenay (Commune déléguée)     | Damville (Commune déléguée)          |
|                                                        | Kompassrose, die auf Nachbargemeinden zeigt | Buis-sur-Damville (Commune déléguée) |
| Sainte-Marie-d’Attez Condé-sur-Iton (Commune déléguée) | Grandvilliers (Commune déléguée)            |                                      |

## Bevölkerungsentwicklung

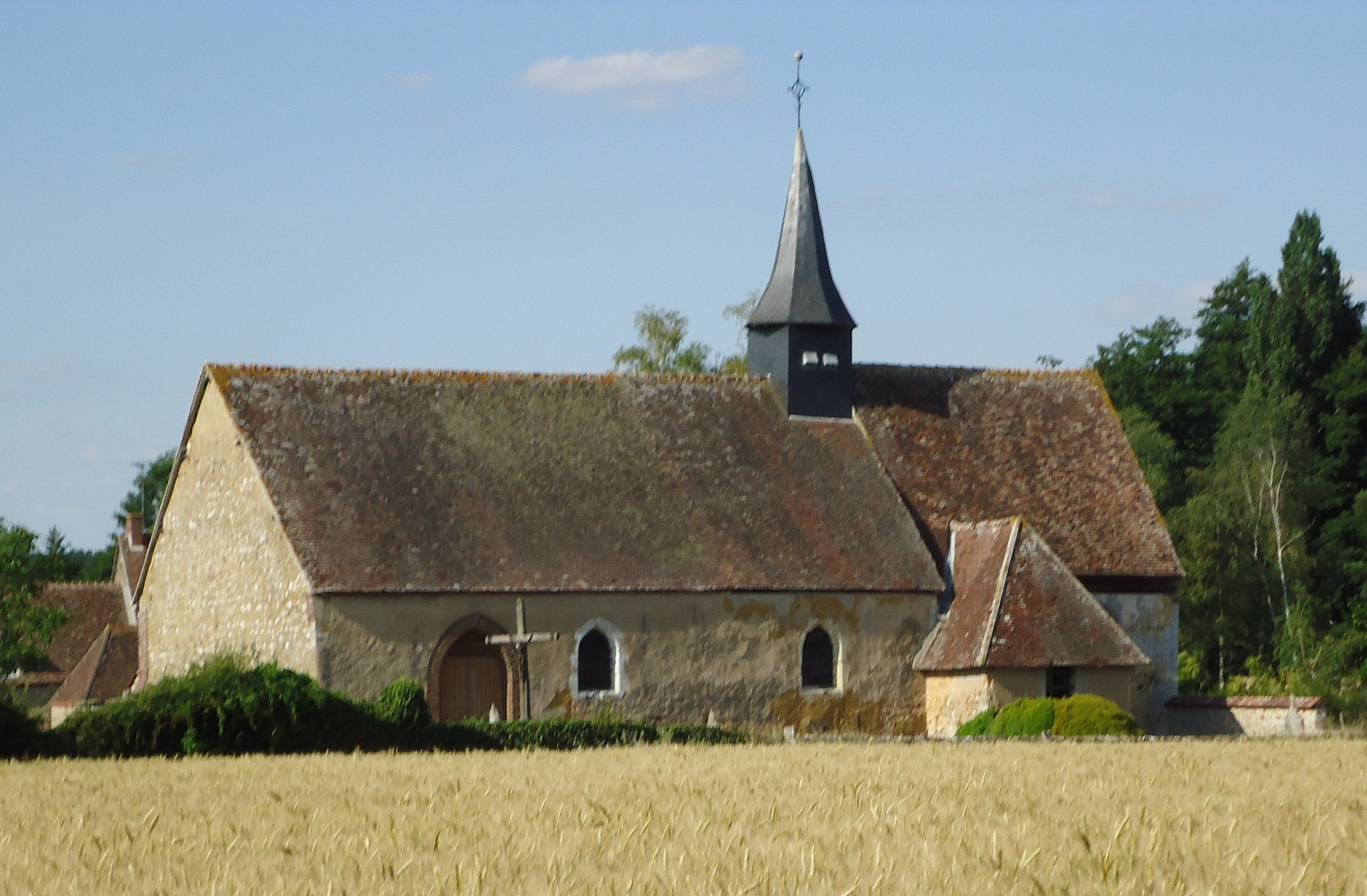
Kirche Saint-Aignan

| Roman: Einwohnerzahlen von 1793 bis 2020                                                                                   | Roman: Einwohnerzahlen von 1793 bis 2020 | Roman: Einwohnerzahlen von 1793 bis 2020 | Roman: Einwohnerzahlen von 1793 bis 2020 | Roman: Einwohnerzahlen von 1793 bis 2020 |
| --- | ---------------------------------------- | ---------------------------------------- | ---------------------------------------- | ---------------------------------------- |
| Jahr |                                          |                                          |                                          | Einwohner                                |
| 1793 | 1793                                     |                                          | 264                                      | 264                                      |
| 1800 | 1800                                     |                                          | 255                                      | 255                                      |
| 1806 | 1806                                     |                                          | 262                                      | 262                                      |
| 1821 | 1821                                     |                                          | 267                                      | 267                                      |
| 1831 | 1831                                     |                                          | 230                                      | 230                                      |
| 1836 | 1836                                     |                                          | 240                                      | 240                                      |
| 1841 | 1841                                     |                                          | 281                                      | 281                                      |
| 1846 | 1846                                     |                                          | 432                                      | 432                                      |
| 1851 | 1851                                     |                                          | 391                                      | 391                                      |
| 1856 | 1856                                     |                                          | 400                                      | 400                                      |
| 1861 | 1861                                     |                                          | 384                                      | 384                                      |
| 1866 | 1866                                     |                                          | 374                                      | 374                                      |
| 1872 | 1872                                     |                                          | 351                                      | 351                                      |
| 1876 | 1876                                     |                                          | 319                                      | 319                                      |
| 1881 | 1881                                     |                                          | 334                                      | 334                                      |
| 1886 | 1886                                     |                                          | 327                                      | 327                                      |
| 1891 | 1891                                     |                                          | 329                                      | 329                                      |
| 1896 | 1896                                     |                                          | 321                                      | 321                                      |
| 1901 | 1901                                     |                                          | 324                                      | 324                                      |
| 1906 | 1906                                     |                                          | 285                                      | 285                                      |
| 1911 | 1911                                     |                                          | 272                                      | 272                                      |
| 1921 | 1921                                     |                                          | 237                                      | 237                                      |
| 1926 | 1926                                     |                                          | 283                                      | 283                                      |
| 1931 | 1931                                     |                                          | 251                                      | 251                                      |
| 1936 | 1936                                     |                                          | 251                                      | 251                                      |
| 1946 | 1946                                     |                                          | 215                                      | 215                                      |
| 1954 | 1954                                     |                                          | 248                                      | 248                                      |
| 1962 | 1962                                     |                                          | 214                                      | 214                                      |
| 1968 | 1968                                     |                                          | 172                                      | 172                                      |
| 1975 | 1975                                     |                                          | 194                                      | 194                                      |
| 1982 | 1982                                     |                                          | 194                                      | 194                                      |
| 1990 | 1990                                     |                                          | 223                                      | 223                                      |
| 1999 | 1999                                     |                                          | 248                                      | 248                                      |
| 2006 | 2006                                     |                                          | 279                                      | 279                                      |
| 2013 | 2013                                     |                                          | 277                                      | 277                                      |
| 2020 | 2020                                     |                                          | 243                                      | 243                                      |
| Quelle(n): EHESS/Cassini bis 1999, INSEE ab 2006 Anmerkung(en): Ab 1962 offizielle Zahlen ohne Einwohner mit Zweitwohnsitz |                                          |                                          |                                          |                                          |

## Sehenswürdigkeiten
- Kirche Saint-Mélain aus dem 15. Jahrhundert
- Ehemalige Kirche Saint-Aignan aus dem 14. Jahrhundert in Blandey